# Romain Baron
Romain Baron (1898 - 1985) fou un escriptor francès i professor del francès i de la literatura francesa.
Va néixer a Rémilly (Marcy), a Borgonya el 1898, anà a la guerra 1914 - 1918, i escrigué el seu diari de la guerra el 1918. Entre 1930 i 1950, fou professor de francès i literatura a Rabat al Marroc, on Ben Barka fou un dels seus alumnes.

## Obra
- Les Carnets de Guerre 1914-1918 (els diaris de la Guerra 1914-1918)